# The powers that be
The powers that be, los poderes establecidos, los poderes que están o los poderes existentes es un tópico cultural anglosajón (que debe ser citado literalmente -por ejemplo, no debe usarse en singular "the power that be", al ser un plurale tantum-) con el que se designa al gobierno, al poder o a la autoridad establecida; además de poder extenderse, según la intención del hablante, a los poderes fácticos o a los poderes ocultos propios de las teorías de conspiración. Suele ser utilizado tal cual o en forma de siglas ("TPTB" o "PTB" -powers that be, sin el artículo-). Un uso similar es el del concepto establishment.
La expresión, proviene de un pasaje de la Biblia, en la versión King James, que apareció publicado en inglés por primera vez en la traducción de William Tyndale de 1526: "Let every soul be subject unto the higher powers. For there is no power but of God: The powers that be are ordained of God" (Romanos 13:1). En traducción castellana este versículo sería: Todos deben someterse a las autoridades constituidas, porque no hay autoridad que no provenga de Dios y las que existen han sido establecidas por él." En la traducciones castelllanas revisadas por la Sociedad Biblica Estadounidense se tradujo al estilo de la versión inglesa "las potestades que son". Otra traducción posible de la expresión sería "las potestades que hay". Sin embargo esta expresión no se ha extendido en el mundo hispanohablante. 
Un uso conocido de esta frase es el siguiente:

... si construir el futuro y asentar todo definitivamente no es nuestro asunto, es más claro aún lo que, al presente, debemos llevar a cabo: me refiero a la crítica despiadada de todo lo existente, despiadada tanto en el sentido de no temer las consecuencias de la misma y de no temerle al conflicto con aquellos que detentan el poder [the powers that be].
Carta de Carlos Marx a Arnold Ruge (1843)

Se utilizó esta expresión para el título de un libro de David Halberstam (1979) que habla del surgimiento de los medios de comunicación de masas como instrumento del poder para el control y manipulación de la población.
También dio título a otros libros y a cómics, canciones y numerosos episodios de series de televisión, entre ellos uno de la novena serie de Stargate SG-1 y otro de Buffy cazavampiros, así como se usaron estas palabras en relación con personajes de ficción, como los que aparecen en las series de televisión Charmed (Embrujadas), Angel (serie de televisión) o en World Championship Wrestling donde dicho tópico lo representó Vince Russo.